# A Marsport senza Hilda
A Marsport senza Hilda (I'm in Marsport Without Hilda) è un racconto giallo di fantascienza di Isaac Asimov pubblicato per la prima volta nel 1957 nel numero di novembre della rivista Venture Science Fiction.
Successivamente è stato incluso in varie antologie, tra cui Misteri. I racconti gialli di Isaac Asimov (Asimov's Mysteries) del 1968. In particolare, una versione parzialmente censurata compare nell'antologia Nine Tomorrows.
È stato pubblicato varie volte in italiano a partire dal 1962, anche col titolo Sono a Marsport senza Hilda.

## Trama
Max, un agente del Servizio Galattico, si trova a Marsport senza sua moglie Hilda per la prima volta da tanto tempo. Ha in mente di far visita a una bella e accomodante donna di sua conoscenza, Flora, ma i suoi piani vengono sconvolti quando riceve un compito inaspettato. Il suo supervisore lo informa che è comparso un nuovo carico di Spaziolina modificata. La Spaziolina normale è un comune farmaco anti-nausea, mentre la forma modificata è un pericoloso narcotico. Il Servizio sospetta che una persona in un gruppo di tre VIP traffichi con questa droga.
Tutti e tre gli uomini in questione appaiono nello stato inebriato e di associazione libera, prodotto dalla Spaziolina normale ma, dato che il criminale non si può permettere di non essere lucido, sta sicuramente fingendo. Il modo più semplice di scovare il criminale in mezzo al gruppetto sarebbe quello di perquisirli tutti, ma il supervisore di Max si oppone fermamente a questa soluzione: infatti solo uno dei tre uomini è colpevole e una brutale perquisizione su due innocenti di livello sociale così alto avrebbe brutte conseguenze. Max è quindi costretto a improvvisare.
Max parla con i tre, cercando di scoprire il bugiardo, ma il criminale si rivela abbastanza scaltro da evitare di essere individuato. I tre uomini parlano liberamente e tutti fanno dichiarazioni che potrebbero essere sottili indizi, ma Max non riesce a individuare il colpevole. Sempre più disperato man mano che il tempo passa, Max comincia a descrivere la serata che aveva programmato con Flora con dovizia di particolari. I due uomini onesti sono troppo inebriati per avere reazioni, mentre il bugiardo comincia a sudare e ad avere il respiro più affannoso, e in questo modo si fa scoprire.
Max riesce a convincere il suo superiore, contentissimo della riuscita dell'operazione, a riconoscergli un bonus che Max utilizza per appianare le cose con Flora, furiosa per il cambio di programma. Comunque, proprio quando sta per incontrarsi finalmente con la donna, sua moglie sbarca a Marsport.